# Leipzig International School
Die Leipzig International School (LIS) ist eine gemeinnützige Ganztagsschule mit Kindertagesstätte für Schüler und Kleinkinder im Alter von 1 bis 18 Jahren in Leipzig. Sie war die erste internationale Schule in Mitteldeutschland und ist heute mit rund 1050 Schülern aus 77 Ländern die größte. Die LIS beschäftigt über 190 Mitarbeiter aus 40 verschiedenen Nationen. Die Standorte der Schule befinden sich in den Stadtteilen Plagwitz (Leipzig International School Kindergarten) und Schleußig (Schulcampus). Englisch ist die Unterrichtssprache an der LIS, was bedeutet, dass alle Fächer, außer zusätzlichen Sprachen und Deutsch, auf Englisch unterrichtet werden. Die LIS ist eine staatlich anerkannte Ersatzschule in freier Trägerschaft und bietet jeweils international eine Kindertagesstätte (Kindergarten und -krippe), eine Grundschule sowie eine anerkannte Ergänzungsschule ab Klasse 5, in der das International Baccalaureate (IB) absolviert werden kann.

## Profil
Das Ganztagsangebot der LIS erstreckt sich vom Kindergarten bis zur 12. Klasse. Die zu erwerbenden international anerkannten Schulabschlüsse qualifizieren für ein Studium an Universitäten in Deutschland und weltweit.
Die Schule ist in drei Bereiche untergliedert:
- Leipzig International Kindergarten mit Nursery (Kinderkrippe) für die Altersgruppen Nursery 1&2 für ein- bis dreijährige Kinder und Early Years (Kindergarten/Vorschule) mit den Stufen Early Years 1 bis Early Years 3 für vier- bis sechsjährige Kinder,
- Primary School (Ersatzschule) mit den Klassenstufen (Grades) 1 bis 5 und
- Secondary School (Ergänzungsschule) mit den Klassenstufen (Grades) 6 bis 12.

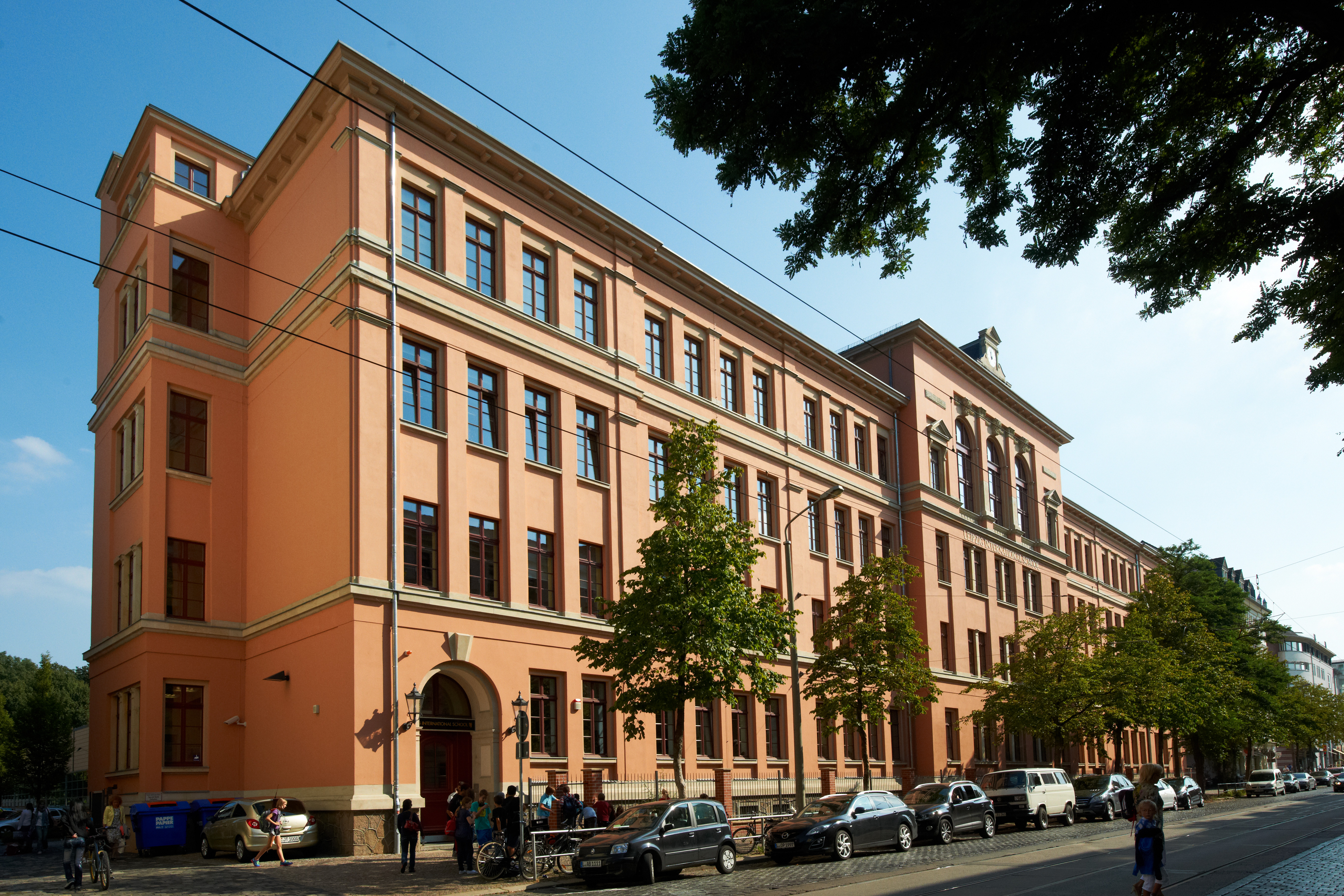
Straßenansicht von der Könneritzstraße

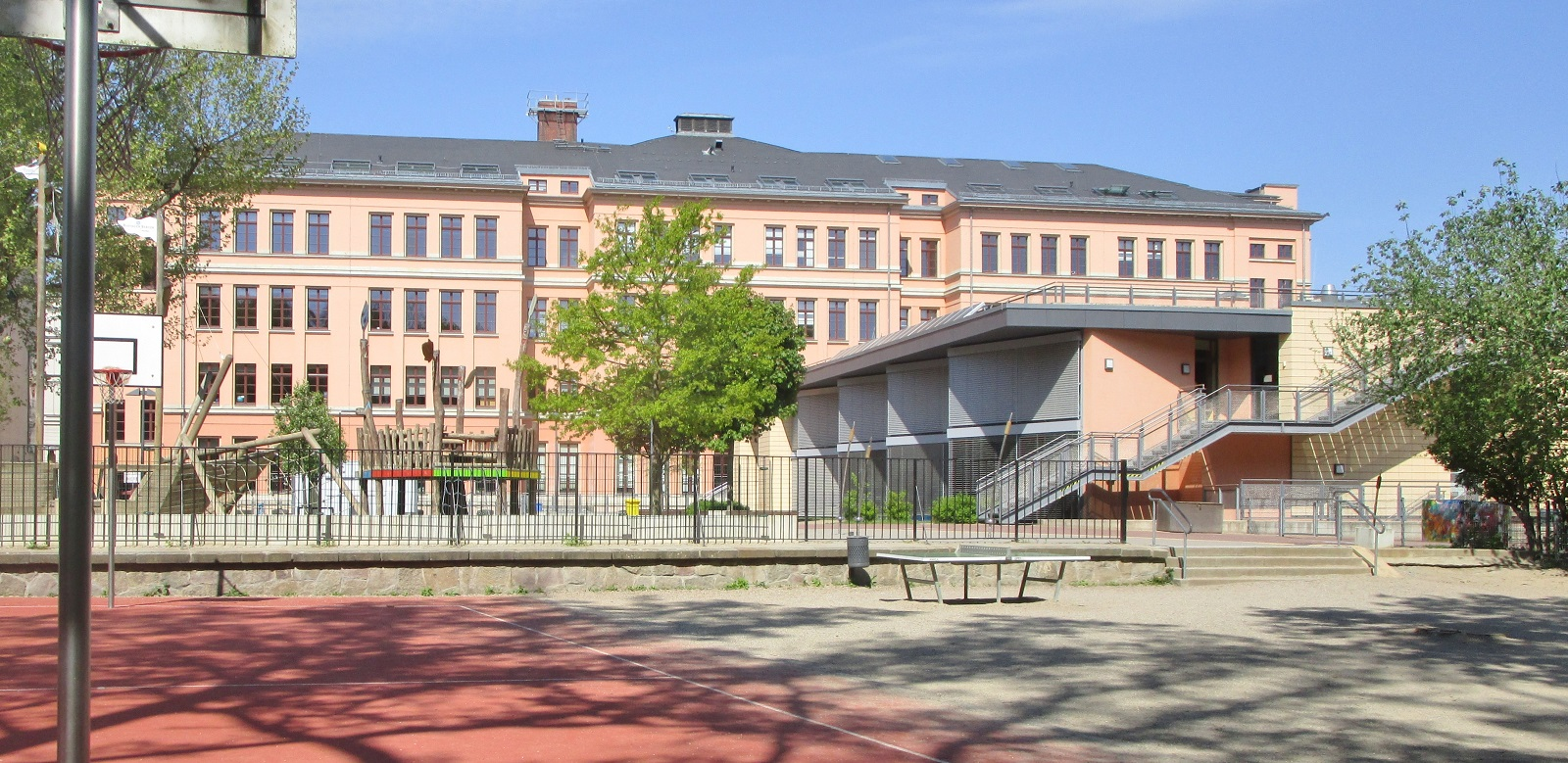
Ansicht von der Rückseite

Die Unterrichtssprache ist Englisch. Dabei wird den Schülern, die Englisch als Fremdsprache lernen, ein spezielles Förderprogramm angeboten. Deutschunterricht ist ab der Vorschule fester Bestandteil des Lehrplans, wobei Mutter- und Fremdsprachler getrennt unterrichtet werden. Der Deutschunterricht folgt dem sächsischen Lehrplan. Ab der 6. Klasse werden Spanisch oder Französisch als weitere Fremdsprache angeboten.
Zusätzlich stehen allen Schülern Lernhilfe-Angebote sowie soziale und psychologische Beratung zur Verfügung. Eine Schulkrankenschwester leistet medizinische Erstversorgung und bietet gesundheitliche Bildung für alle Schülerinnen und Schüler an.
Der Lehrplan der Grundschule basiert auf forschungsbasierten Einheiten, die ein Umfeld schaffen, in dem Kinder ihre angeborene Neugierde ausleben können. Dieser Ansatz zielt darauf ab, Fähigkeiten zu kultivieren, die für ihre Zukunft wichtig sind. Dazu gehören Widerstandsfähigkeit, Unternehmertum, digitale Kompetenzen und natürlich Kenntnisse in Kernfächern wie Sprache, Mathematik und Naturwissenschaften.
Die Secondary School bereitet auf verschiedene Schulabschlüsse vor. Basierend auf dem Cambridge International Examinations Secondary 1-Programm bietet der Lehrplan in den Klassenstufen 6–8 eine Ausbildung in den Kernfächern Englisch, Deutsch, Mathematik, Natur- und Sozialwissenschaften. Am Ende der Klasse 10 kann das International General Certificate of Secondary Education (IGCSE) erworben werden. Ab der 11. Klasse werden die Schüler auf das internationale Abitur vorbereitet. In Klasse 12 können die Schüler das International Baccalaureate Diploma (IB Diploma) ablegen. Das IB Diploma gilt als weltweit anerkannte Hochschulreife und berechtigt zum Studium an Universitäten in Deutschland und im Ausland.
An der Schule gibt es nach eigenen Aussagen keinen Unterrichtsausfall, da in diesem Fall auf Vertretungslehrer zurückgegriffen wird. Krippe und Kindergarten (Nursery/Early Years) öffnen täglich von 7 bis 18 Uhr. Der Schultag beginnt in der Grundschule um 8 Uhr und endet um 15:15 Uhr. In der Sekundarstufe beginnt der Schultag um 8 Uhr und endet um 15:15 Uhr. Hortbetreuung für Schüler der Grundschule wird morgens von 7 Uhr bis 8 Uhr sowie nach der Schule von 15:15 bis 17 Uhr angeboten.
Die Schule ist bestrebt, die Klassenstärken auf maximal 24 Schüler zu beschränken. Spezialisierte Klassen oder Wahlfächer in der Sekundarstufe sind entsprechend kleiner.

## Geschichte
Der damalige Trägerverein der Leipzig International School wurde am 21. April 1992 gegründet. Im August 1992 nahm die Schule mit nur sechs Schülern und drei Lehrern ihren Lehrbetrieb auf.
1994 umfasste die Schule die Klassen 1 bis 5 und hatte 25 Schüler, sie wurde vom Sächsischen Kultusministerium als Grundschule anerkannt. Um die ständig wachsenden Schülerzahlen aufnehmen zu können, zog die Einrichtung 1995 in das Gebäude der 55. Schule in die Ratzelstraße 26 in Leipzig-Kleinzschocher, es kam die Klassenstufe 6 hinzu, die Schülerzahl stieg auf 40. Im selben Jahr wurde die Leipzig International School von der Stadt Leipzig als „Träger der freien Jugendhilfe“ anerkannt. Mit Aufnahme der Klassenstufen 7 im Jahr 1996 und 8 im Jahr 1997 gab es 65 bzw. 70 Schüler. 1998 konnte das International General Certificate of Secondary Education in Klasse 9 eingeführt werden. 2000 folgte das International Baccalaureate Diploma in der 11. Klasse. Die Schülerzahl war inzwischen auf 75 angestiegen.
Nach dem Umzug in das noch heute genutzte Schulgebäude im Jahr 2001 gab es drei Vorschulgruppen. Die Zahl der Schüler war auf 120 angewachsen, in der 12. Klasse konnten die ersten 5 Absolventen mit IB Diploma die Schule verlassen. Die Schülerzahlen stiegen in den Schuljahren 2002/2003 auf 220, 2003/2004 auf 310 und 2004/2005 auf 350. Die Pre-School konnte auf 6 Vorschulgruppen erweitert werden. 2007 lernten in der sanierten Schule 440 Schüler.
2012 erhielt die Schule die Akkreditierung des Council of International Schools (CIS). Im Jahr 2014 wurde der neu gebaute Leipzig International Kindergarten als internationale Kindertagesstätte eröffnet.
2021 übernahm Brandie Smith die Rolle der Schuldirektorin.

## Gebäude
Die neu gegründete Schule hatte 1992 ihre ersten Räume in der Kirschbergstraße 48 in Leipzig-Möckern.
2001 zog die Schule in das umfassend renovierte Gebäude des ehemaligen Carl-Goerdeler-Gymnasiums. Das Gebäude in der Könneritzstraße 47 wurde 1891 als erstes Schleußiger Schulgebäude eingeweiht. Später wurde es von der 26. Bezirksschule, der XV. Bürgerschule und der 48. Volksschule (zuletzt 48. POS „Maurice Thorez“) genutzt.
Wegen umfangreicher Umbauarbeiten zog die Schule im Juni 2006 vorübergehend in die Löbauer Straße 46 in Leipzig-Schönefeld, bis sie im Oktober 2007 in das für 13,8 Mio. Euro (davon 8,5 Mio. Euro Fördermittel vom Freistaat Sachsen) sanierte Gebäude in der Könneritzstraße zurückkehren konnte. An Stelle der alten Turnhalle wurde nach den Plänen der Architekten Fuchshuber & Partner ein tieferliegender Mehrzweckbau mit einem begehbaren Dach errichtet, der neben einer Sport- und Veranstaltungshalle auch Unterrichtsräume enthält.
Seit August 2014 ist in der Karl-Heine-Straße 95 am Karl-Heine-Kanal in Leipzig-Plagwitz der Leipzig International Kindergarten für das frühe Lernen in Kindergarten- und Krippe in Betrieb. Der Kindergarten bietet ein Ganztagsprogramm für Kinder von 1 bis 6 Jahren, das die Kindesentwicklung in einem international ausgerichteten Umfeld fördert.
Anfang 2024 wurde bekannt, dass die Schule einen neuen Campus auf dem Jahrtausendfeld in Lindenau errichten möchte, für den ein Dialogverfahren durchgeführt wurde. Das Bauvorhaben wird sowohl von Anwohnern, Leipziger Umweltverbänden sowie den Fraktionen der Parteien Die Linke und SPD kritisiert.

## Leitung und Organisation
Der Schulleiter ist verantwortlich für Personal und Bildung in allen Bereichen der Schule (Kindertagesstätte, Grundschule, Hort, Sekundarschule), ihm unterstehen die einzelnen Bereichsleiter (Principals).
Der kaufmännische Leiter ist für alle wirtschaftlichen und verwaltungstechnischen Angelegenheiten zuständig. Gemeinsam mit dem Schulleiter verantwortet er den wirtschaftlichen Geschäftsbetrieb und ist für die Gebäudeverwaltung, Finanzen, IT, Marketing und (externe) Kommunikation zuständig.
In ihrer Rechtsform ist die Schule eine gGmbH (gemeinnützige Gesellschaft mit beschränkter Haftung). Die Leipzig International School gGmbH betreibt die Schule. Schulleiter und kaufmännischer Leiter leiten als Geschäftsführer den täglichen Schulbetrieb. Die gemeinnützige Stiftung gewährleistet den Fortbestand der Schule und wird von der Stiftungsaufsicht des Landes Sachsen überwacht. Die Stiftung hat einen Vorstand, dessen Aufgabe es ist, die Rechte der Stiftung als einziger Anteilseigner der Schule, der GmbH, auszuüben und die Schule gemäß den in ihrer Satzung festgelegten Zielen zu unterstützen.

## Schulgebühren
Die Schulgebühren betragen monatlich zwischen 945 € (für die Klassen 1 bis 5) und 1220 € (für die Klassen 11 und 12)

## Belege
1. ↑  Absolventen lassen Hüte fliegen. Leipziger Volkszeitung, abgerufen am 16. Juli 2020.
2. ↑  Ein Kindergarten für die International School, Leipziger Internetzeitung, abgerufen am 6. Oktober 2015
3. ↑  Dialogverfahren Schulcampus Jahrtausendfeld. Dokumentation des Verfahrens und der Ergebnisse. In: static.leipzig.de. Abgerufen am 15. Februar 2025.
4. ↑  https://www.leipzig.de/buergerservice-und-verwaltung/buergerbeteiligung-und-einflussnahme/petition/online-petition/details/petition/ein-stadtteilpark-fuer-alle-keine-bebauung-des-jahrtausendfelds-im-leipziger-westen
5. ↑  https://www.oekoloewe.de/nachhaltige-mobilitaet-stadtentwicklung-detail/erhalt-des-jahrtausendfelds-als-gruenflaeche.html
6. ↑  https://www.bund-leipzig.de/service/pressemitteilungen/detail/news/bund-leipzig-steigt-aus-dem-beteiligungsprozess-zum-schulcampus-jahrtausendfeld-aus/
7. ↑  Britt Schlehahn: Das Filetstück in: Kreuzer Leipzig 04/2024. 1. April 2024 (kreuzer-leipzig.de).
8. ↑  https://www.linksfraktion-leipzig.de/im-stadtrat/antraege/aktuell/detail/vii-a-10224-fuer-eine-nachhaltige-zukunft-des-jahrtausendfeldes/
9. ↑  https://kreuzer-leipzig.de/2024/05/03/fuer-frische-luft-auf-dem-jahrtausendfeld
10. ↑  Fees School Year 2024/25. Leipzig International School, abgerufen am 8. Mai 2025.